# Saintes Portes

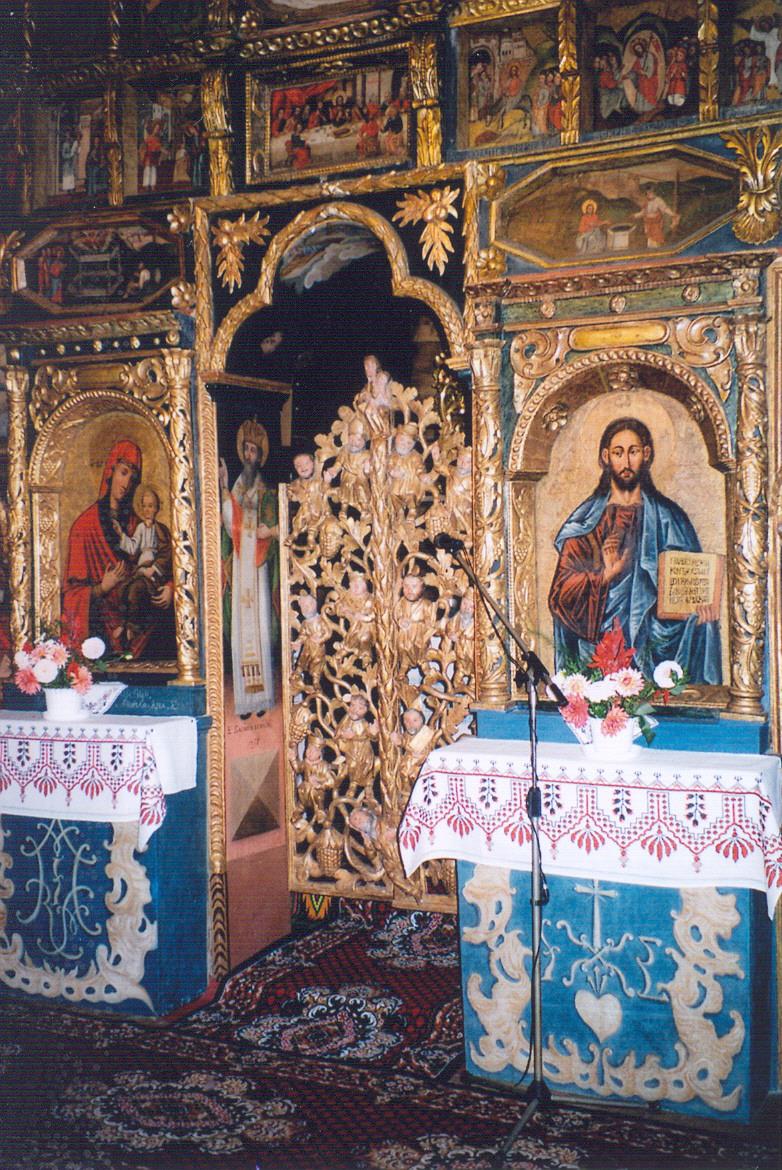
Saintes Portes sculptées et dorées représentant l'Arbre de vie. Église de bois de la Sainte Mère de Dieu à Chotyniec, en Pologne.

Les Saintes Portes (appelées aussi Portes royales ou Belles Portes) sont les portes centrales de l'iconostase dans les églises orthodoxes ou catholiques de rite byzantin.

## Aperçu général
Dans les églises de rite byzantin, le sanctuaire, où se trouve l'autel et le clergé (et appelé simplement autel par les chrétiens d'Orient), est séparé de la nef où se trouvent les fidèles par une cloison de bois, l'iconostase. Celle-ci symbolise la continuité chrétienne avec le voile du Temple de Jérusalem qui séparait le peuple du Saint des Saints abritant l'Arche d'alliance. Normalement, l'iconostase comporte trois portes. Les deux portes simples à droite et à gauche sont appelées l'une porte des diacres et l'autre portes des anges. La « porte des diacres » affiche les icônes de saints martyrs (saint Étienne, saint Laurent, etc.) ; la « porte des anges » affiche les icônes des archanges Michel et Gabriel. Le clergé ou des auxiliaires du culte utilisent ces portes lorsqu'ils pénètrent dans le sanctuaire ou en sortent sans cérémonie. La porte double centrale constitue les Saintes Portes, considérées comme sacrées et que seul le clergé (diacres, prêtres, évêques) peut utiliser à certains moments prescrits par la liturgie.

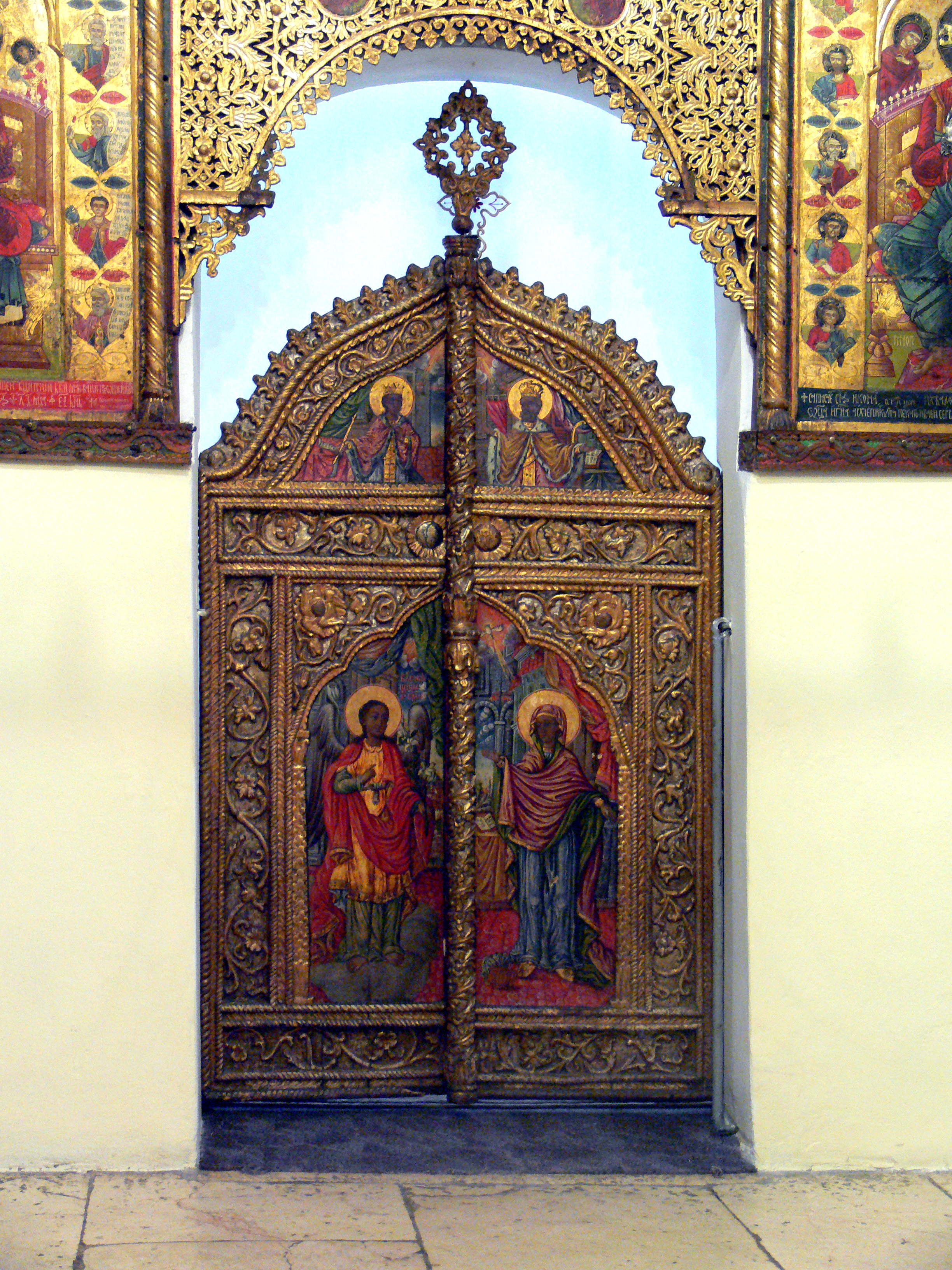
Saintes Portes de la vieille église de Sarajevo représentant l'Annonciation. Au-dessus, le roi David et Salomon.

Le terme Portes royales (slavon d'église : Tsárskiya Vratá) est aussi utilisé comme synonyme de Saintes Portes car le Christ, selon les croyants, pénètre dans le sanctuaire par ces portes lors de la Divine Liturgie et particulièrement lors de la liturgie des Dons présanctifiés. Dans la tradition grecque, toutefois, on parle de Belles Portes (grec : Ωραία Πύλη) et c'est toujours le seul terme utilisé. En Russie, on les appelle parfois Portes rouges, "rouge" étant ici synonyme de "beau".

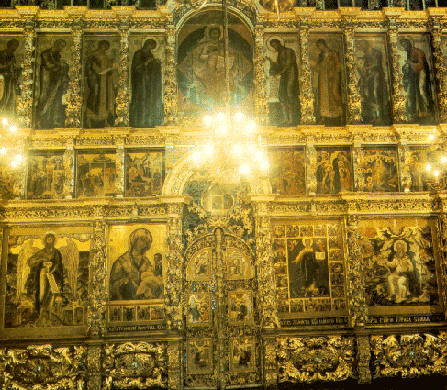
Iconostase du XVIIe siècle à l'église du Prophète Elias à Iaroslavl. Les Saintes Portes sont au milieu.

Le plus souvent, les Saintes Portes sont constituées d'une porte à double battant. Elles n'atteignent parfois que la mi-hauteur de l'ouverture dans l'iconostase et parfois la ferment jusqu'en haut. Les portes elles-mêmes sont de bois ou de métal ; elle revêtent généralement une icône de l'Annonciation sous forme d'un diptyque avec Theotokos (la Mère de Dieu) sur le battant droit et Gabriel sur celui de gauche ; cette icône est parfois accompagnée de celles des quatre Évangélistes, mais d'autres icône sont aussi utilisées. Les Saintes portes sont souvent finement sculptées et dorée et sont presque toujours surmontées d'une croix.
D'un point de vue théologique, les Saintes Portes représentent les murs de Jérusalem, lorsque le Christ y pénétra au dimanche des Rameaux. Elle symbolisent aussi l'entrée dans la Jérusalem céleste. Dans la pratique russe, il existe des règles précises sur l'ouverture des portes lors des vêpres, de l'Orthros et lors de la Divine Liturgie. Les moments où les Saintes Portes sont ouvertes correspondent ceux où Dieu est spécialement présent au Peuple, comme lors la lecture de l'Évangile ou lorsque est donnée la Communion. Toutefois, les portes sont le plus généralement fermées, en pénitence, pour rappeler aux fidèles que le péché les sépare de Dieu.

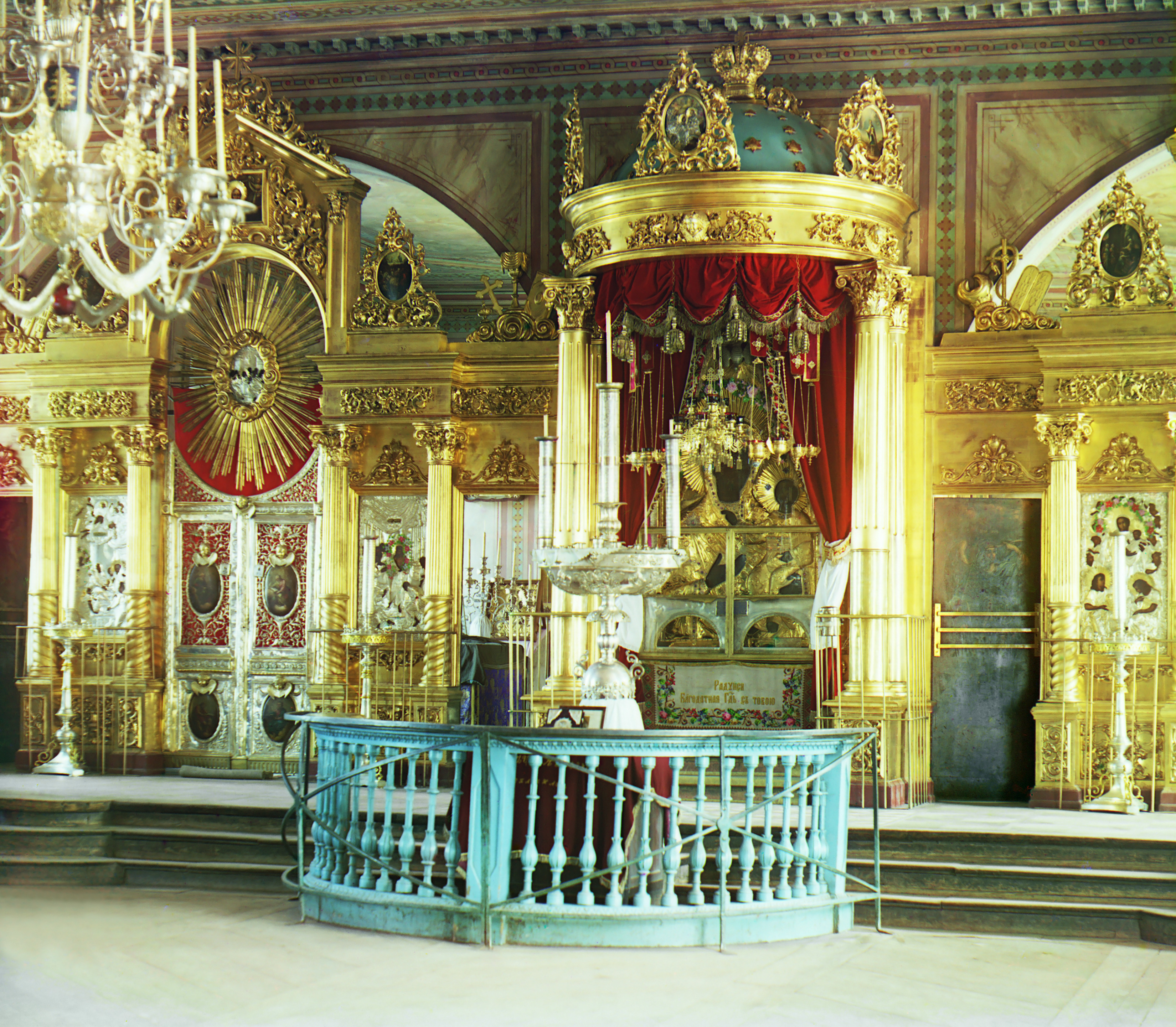
À gauche, Saintes Portes élaborées dans la chapelle de l'icône miraculeuse de la Theotokos de Smolensk. Cathédrale de la Dormition, Smolensk, Russie.

Derrière les Saintes Portes, un rideau, ou Voile, destiné à rappeler celui du Temple de Jérusalem est ouvert ou fermé à des moments définis de l'office. Le Voile est souvent très décoré.
Dans certaines églises, un panneau coulissant, représentant le Christ en majesté, se substitue aux Saintes Portes et au Voile, et, dans certaines églises, il n'y a même aucune barrière physique.

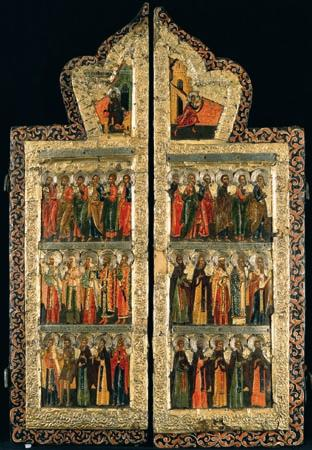
Saintes Portes représentant (de haut en bas) : l'Annonciation, les douze apôtres et des saints.

Seul le clergé (diacres, prêtres, évêques) peuvent emprunter les Saintes Portes et seulement aux moments prescrits par la liturgie.
Lors de la Semaine radieuse, les Saintes Portes et le Voile demeurent ouverts en permanence. En ce moment, les portes ouvertes symbolisent le sépulcre ouvert du Christ. L'Épitaphios (icône de l'ensevelissement du Christ) est visible sur l'autel, par les Saintes Portes, comme témoin de la Résurrection. Durant la semaine radieuse, le clergé, qui devrait normalement entrer ou sortir du sanctuaire par la « porte des diacres » ou la « porte des anges », utilise les Saintes Porte.

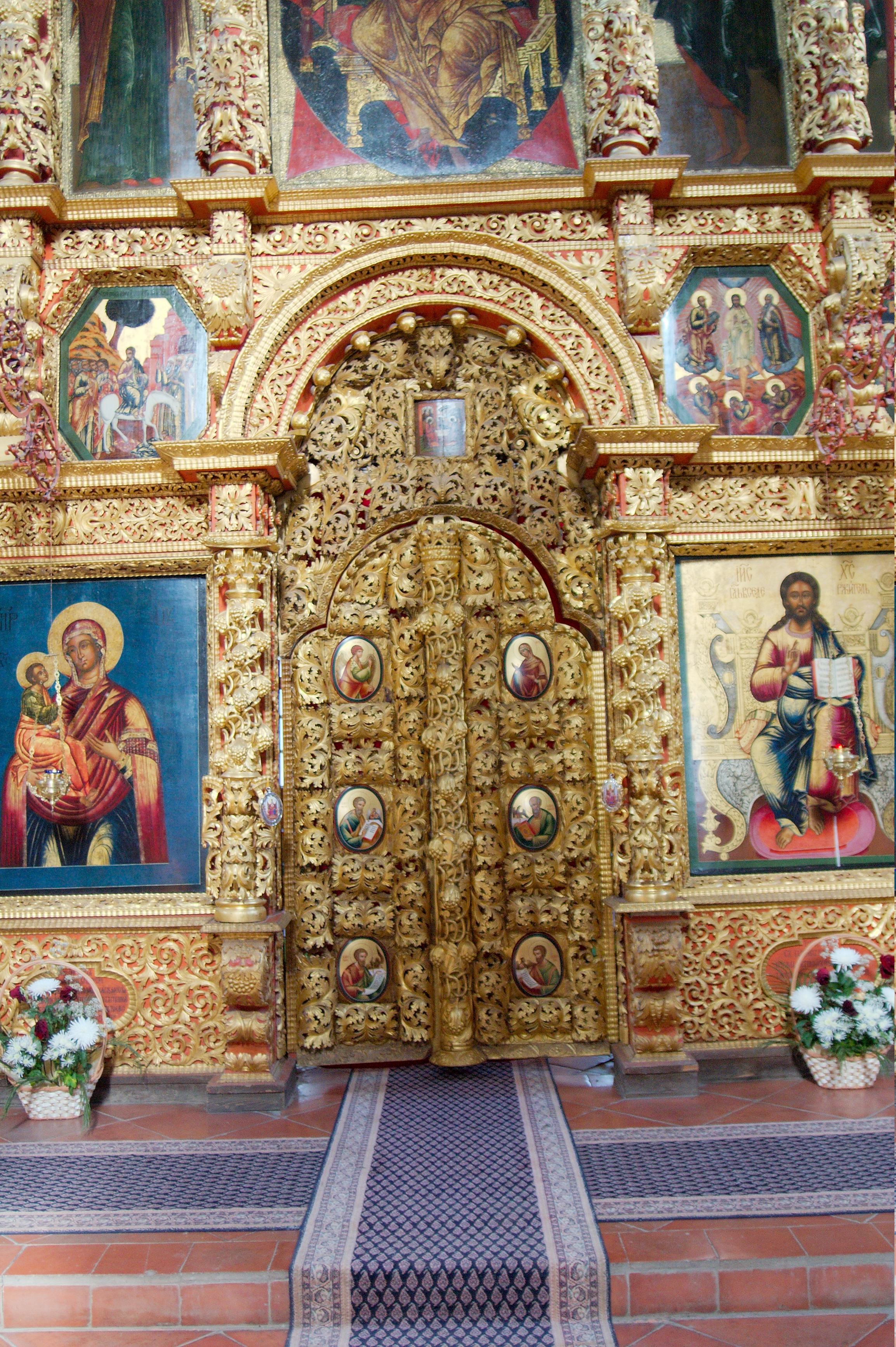
Saintes Portes décorées du monastère Ipatiev, à Kostroma, en Russie. Les six médaillons sur les portes représentent : l'Annonciation (en haut à droite) ; Theotokos, (haut gauche) ; Gabriel et les Évangélistes.

Lorsqu'un évêque dessert la Divine Liturgie, les Saintes Portes et le Voile demeurent ouverts durant toute la cérémonie, sauf lors de la communion du clergé. L'évêque passe toujours par les Saintes Portes, même lorsque les prêtres et diacres ne le peuvent pas. Si le rituel exige que les portes soient fermées, elles sont juste ouvertes pour lui et refermées immédiatement derrière.